# Villeneuve-Saint-Germain
Villeneuve-Saint-Germain – miejscowość i gmina we Francji, w regionie Hauts-de-France, w departamencie Aisne.
Według danych na styczeń 2014 roku gminę zamieszkiwało 2509 osób, a gęstość zaludnienia wynosiła 552,6 osób/km².